# Статит
Статит (англ. statite — термін, утворений злиттям слів static — «статичний», «нерухомий» та satellite — «сателіт», «супутник») — це гіпотетичний тип штучного супутника, який застосовує сонячне вітрило для безупинного корегування власної орбіти у такий спосіб, у який цього не вдається робити, використовуючи й зважаючи на саму лише силу тяжіння. В цілому, статит мав би використовувати сонячне вітрило таким чином, аби «ширяти» над певною місцевістю, яка в іншому випадку не могла б запевнити стабільну геосинхронну орбіту. Було запропоновано використання статитів, які б перебували на сталих позиціях високо над земними полюсами, і при цьому використовували б сонячне світло для протидії силі тяжіння, яка тягнула б їх вниз. В теорії такі супутники могли б застосовувати свої вітрила для зміни форми чи швидкості власної орбіти, переходячи на більш типові орбіти — залежно від мети використання конкретного статита.
Концепція статитів була розроблена американським фізиком та письменником у жанрі наукової фантастики Робертом Л. Форвардом. Станом на 2014 рік жоден статит ще не був введений в експлуатацію, оскільки технологія сонячних вітрил все ще перебуває на початковій стадії свого розвитку.